# Arnaud Nordin
Pour les articles homonymes, voir Nordin.
Arnaud Nordin, né le 17 juin 1998 à Paris, est un footballeur français qui évolue au poste d'avant-centre ou d'ailier au FSV Mayence.
Il débute le football au Paris 13 Atletico puis à l'US Créteil durant son enfance puis son adolescence. Il rejoint en 2013 le centre de formation de l'ASSE, club avec lequel il est lancé en professionnel en 2016. Après un prêt à l'AS Nancy-Lorraine en 2017-2018, il retourne chez les Verts et devient un titulaire régulier.
Il a plusieurs été sélectionné dans les équipes de France jeunes, Espoirs et Olympique.

## Carrière

### En club

#### Formation (2013-2016)
Passé par le club parisien du FC Gobelins puis par l'US Créteil, il intègre l'INF Clairefontaine où il cotoie Kylian Mbappé. Arnaud Nordin termine sa formation à l'AS Saint-Étienne. Il est régulièrement sélectionné en équipe de France de jeunes.

#### Débuts professionnels (2016-2017)
Il fait ses débuts en Ligue 1 le 25 septembre 2016, face à Lille (victoire 3-1), remplaçant Ronaël Pierre-Gabriel dès la 32e minute. A cette occasion, il inscrit son premier but avec l'AS Saint-Étienne. La semaine suivante, il débute titulaire lors du Derby à Lyon. Il signe son premier contrat professionnel en novembre et dispute quinze matchs de championnat, pour cinq titularisations et deux buts, lors de cette première saison avec les professionnels.

#### Prêt à Nancy (2017-2018)
Le 7 août 2017, il est prêté à l'AS Nancy-Lorraine. Il vient notamment pallier les départs de Faitout Maouassa, Karim Coulibaly et de Loïc Puyo sur le côté gauche du milieu.
Il trouve pour la première fois le chemin des filets sous ses nouvelles couleurs le 22 août 2017, lors du deuxième tour de Coupe de la Ligue et la réception de l'US Orléans (2-2, 4 tab à 2). Il est également le premier tireur de son équipe durant la séance de tirs au but.
Le 21 avril 2018, il inscrit avec Nancy au stade Marcel-Picot le premier doublé de sa carrière lors du match face à Auxerre et permet la victoire des siens (2-1).
Auteur de bonnes performances avec l'ASNL, il aide l'équipe à se maintenir de justesse en Ligue 2, gagnant en efficacité au fil de la saison. À l'issue de la saison, l'entraîneur Didier Tholot souhaite le conserver en prêt, sans succès.

#### Retour à Saint-Étienne (2018-2022)
Arnaud Nordin revient de prêt le 30 juin 2018. Lors de la saison 2018-2019, il dispute 27 rencontres toutes compétitions confondues sous le maillot vert, pour 3 buts inscrits.
Le 18 mars 2019, il prolonge son contrat avec l'AS Saint-Étienne jusqu'en 2022.
Il engrange ensuite du temps de jeu, il atteint même la barre symbolique des 100 matches avec le club à l'occasion d'un déplacement à Angers le 13 mars 2021.

#### Montpellier HSC (2022-2025)
Libre de tout contrat, Arnaud Nordin s'engage avec le Montpellier HSC le 13 juin 2022. Il joue son premier match avec Montpellier lors de la troisième journée de Ligue 1 contre Auxerre. Il est titulaire et passeur décisif pour Mamadou Sakho qui inscrit le seul but montpelliérain du match. Il inscrit son premier but avec son nouveau club dix jours plus tard lors de la victoire du MHSC (2-0) face à l'AC Ajaccio.

#### Mayence (depuis 2025-)
Le 28 janvier 2025, Arnaud Nordin quitte le MHSC et s’engage avec le club allemand de FSV Mayence jusqu’en 2028, contre une indemnité de 1M€.

### En sélection

#### Équipes de jeunes
Entre 2013 et 2017, il connait plusieurs sélections en équipes de France U16, U18 et U19.
En 2017, il participe au Festival International Espoirs à Toulon avec l'équipe de France. Il inscrit notamment un but.
Alors qu'il est régulièrement appelé en équipe de France espoirs, il n'est pas retenu par le sélectionneur Sylvain Ripoll pour disputer l'Euro espoirs 2021.

#### Sélection olympique
Le 2 juillet 2021, il est retenu dans la liste des vingt-un joueurs Français sélectionnés par Sylvain Ripoll pour disputer les Jeux olympiques d'été de 2020 qui se déroulent à l'été 2021 au Japon. Le 16 juillet, il fait ses débuts en tant que titulaire avec la sélection olympique contre la Corée du Sud en match préparatoire aux JO de Tokyo (victoire 2-1).

#### Refus de la sélection de Martinique
En 2022 et 2023, il a été sollicité par Marc Collat, sélectionneur de l'Équipe de Martinique de football pour disputer la Gold Cup 2023 puis la phase de qualification pour la Copa América 2024. Arnaud Nordin a décliné pour des raisons d'impératifs en club.

## Statistiques
| Saison                | Club                     | Championnat           | Championnat | Championnat | Championnat | Coupe nationale | Coupe nationale | Coupe nationale | Coupe de la Ligue | Coupe de la Ligue | Coupe de la Ligue | Compétition(s) continentale(s) | Compétition(s) continentale(s) | Compétition(s) continentale(s) | Compétition(s) continentale(s) | Total | Total | Total |
| Saison                | Club                     | Division              | M.          | B.          | P.d.        | M.              | B.              | P.d.            | M.                | B.                | P.d.              | Comp.                          | M.                             | B.                             | P.d.                           | M.    | B.    | P.d.  |
| 2016-2017             | AS Saint-Étienne         | Ligue 1               | 15          | 2           | 0           | 1               | 0               | 0               | 1                 | 0                 | 0                 | C3                             | 2                              | 0                              | 0                              | 19    | 2     | 0     |
| 2017-2018             | AS Nancy-Lorraine (prêt) | Ligue 2               | 27          | 4           | 0           | 2               | 1               | 0               | 1                 | 1                 | 0                 | -                              | -                              | -                              | -                              | 30    | 6     | 0     |
| 2018-2019             | AS Saint-Étienne         | Ligue 1               | 25          | 3           | 1           | 1               | 0               | 0               | 1                 | 0                 | 0                 | -                              | -                              | -                              | -                              | 27    | 3     | 1     |
| 2019-2020             | AS Saint-Étienne         | Ligue 1               | 18          | 1           | 0           | 3               | 2               | 0               | 1                 | 0                 | 0                 | C3                             | 6                              | 0                              | 0                              | 28    | 3     | 0     |
| 2020-2021             | AS Saint-Étienne         | Ligue 1               | 32          | 4           | 4           | 1               | 0               | 0               | -                 | -                 | -                 | -                              | -                              | -                              | -                              | 33    | 4     | 4     |
| 2021-2022             | AS Saint-Étienne         | Ligue 1               | 36+2        | 4+0         | 5+0         | 3               | 2               | 0               | -                 | -                 | -                 | -                              | -                              | -                              | -                              | 41    | 6     | 5     |
| Sous-total            | Sous-total               | Sous-total            | 155         | 18          | 10          | 11              | 5               | 0               | 4                 | 1                 | 0                 | -                              | 8                              | 0                              | 0                              | 178   | 24    | 10    |
| 2022-2023             | Montpellier HSC          | Ligue 1               | 36          | 9           | 5           | 1               | 0               | 0               | -                 | -                 | -                 | -                              | -                              | -                              | -                              | 37    | 9     | 5     |
| 2023-2024             | Montpellier HSC          | Ligue 1               | 20          | 6           | 4           | 1               | 0               | 0               | -                 | -                 | -                 | -                              | -                              | -                              | -                              | 21    | 6     | 4     |
| 2024-2025             | Montpellier HSC          | Ligue 1               | 16          | 4           | 0           | 1               | 0               | 0               | -                 | -                 | -                 | -                              | -                              | -                              | -                              | 17    | 4     | 0     |
| Sous-total            | Sous-total               | Sous-total            | 72          | 19          | 9           | 3               | 0               | -               | -                 | -                 | -                 | -                              | -                              | -                              | -                              | 75    | 19    | 9     |
| 2024-2025             | FSV Mayence              | Bundesliga            | 6           | 0           | 0           | -               | -               | -               | -                 | -                 | -                 | -                              | -                              | -                              | -                              | 6     | 0     | 0     |
| Total sur la carrière | Total sur la carrière    | Total sur la carrière | 233         | 37          | 19          | 14              | 5               | 0               | 4                 | 1                 | 0                 | -                              | 8                              | 0                              | 0                              | 259   | 43    | 19    |

## Palmarès
AS Saint-Étienne
- Finaliste de la Coupe de France en 2020.

## Famille
Arnaud Nordin est né d'une mère martiniquaise, originaire de la commune du Marigot où il passait régulièrement ses vacances enfant avec elle et son beau-père, également originaire de la commune